# Dendrobium schweinfurthianum
Dendrobium schweinfurthianum är en orkidéart som beskrevs av Alex Drum Hawkes och Alfonse Henry Heller. Dendrobium schweinfurthianum ingår i släktet Dendrobium, och familjen orkidéer. Inga underarter finns listade i Catalogue of Life.